# 181 West Madison Street
181 West Madison Street es un rascacielos ubicado en Chicago. Construido en 1990, el edificio tiene 207 metros de altura y contiene 50 pisos. Es el primer edificio de la ciudad diseñado por el arquitecto César Pelli.
La característica más distintiva de la vítrea torre de oficinas es su corona rebajada. La parte superior del edificio se ilumina de color blanco en las esquinas, así como otros varios colores dependiendo del día.
En 1989, el mismo promotor (The Beitler Company) y arquitecto concibieron cerca del edificio el Miglin-Beitler Skyneedle. Este edificio de 610 metros y 125 pisos hubiese sido el rascacielos más alto del mundo si se hubiera completado, pero los planes fueron descartados debido a la debilidad del mercado inmobiliario.